# Saliceto
Saliceto (en cors U Salicetu) és un municipi francès, situat a la regió de Còrsega, al departament d'Alta Còrsega. L'any 1999 tenia 47 habitants.

## Demografia
| 1962 | 1968 | 1975 | 1982 | 1990 | 1999 |
| ---- | ---- | ---- | ---- | ---- | ---- |
| 72   | 85   | 71   | 69   | 52   | 47   |

## Administració
| Període | Identitat      | Partit | Qualitat |  |
| ------- | -------------- | ------ | -------- |  |
| 2001-   | Roland Rinaldi |        |          |  |

## Personatges il·lustres
- Christophe Saliceti (1757-1809)